# Kodeks 0271
Kodeks 0271 (Gregory-Aland no. 0271) – grecki kodeks uncjalny Nowego Testamentu na pergaminie, datowany metodą paleograficzną na IX wiek. Rękopis jest przechowywany w Londynie. Tekst rękopisu jest wykorzystywany we współczesnych wydaniach greckiego Nowego Testamentu. 

## Opis
Zachowała się 1 pergaminowa karta rękopisu, z greckim tekstem Ewangelii Mateusza (12,27-39). Karta miała prawdopodobnie rozmiar 33 na 26 cm. Tekst jest pisany dwoma kolumnami na stronę, 26 linijek tekstu na stronę. Jest palimpsestem, tekst górny zawiera menaion. 

## Tekst
Tekst rękopisu reprezentuje aleksandryjską tradycję tekstualną. Kurt Aland zaklasyfikował tekst rękopisu do kategorii II. 

## Historia
INTF datuje rękopis 0271 na IX wiek . 
Kodeks 0273 włączany był dawniej do 0133. Dokładne badania wykazały, że jest odrębnym rękopisem. Tekst rękopisu opublikował J. Harold Greenlee w 1976 roku. Na listę greckich rękopisów Nowego Testamentu wciągnął go Kurt Aland, oznaczając go przy pomocy siglum 0271. Został uwzględniony w II wydaniu Kurzgefasste. Rękopis jest wykorzystywany we współczesnych wydaniach greckiego Nowego Testamentu (NA26, NA27, NA28 i UBS4). 
Rękopis jest przechowywany w Bibliotece Brytyjskiej (Add. 31919, f. 22) w Londynie . 